# Rtuťový spínač

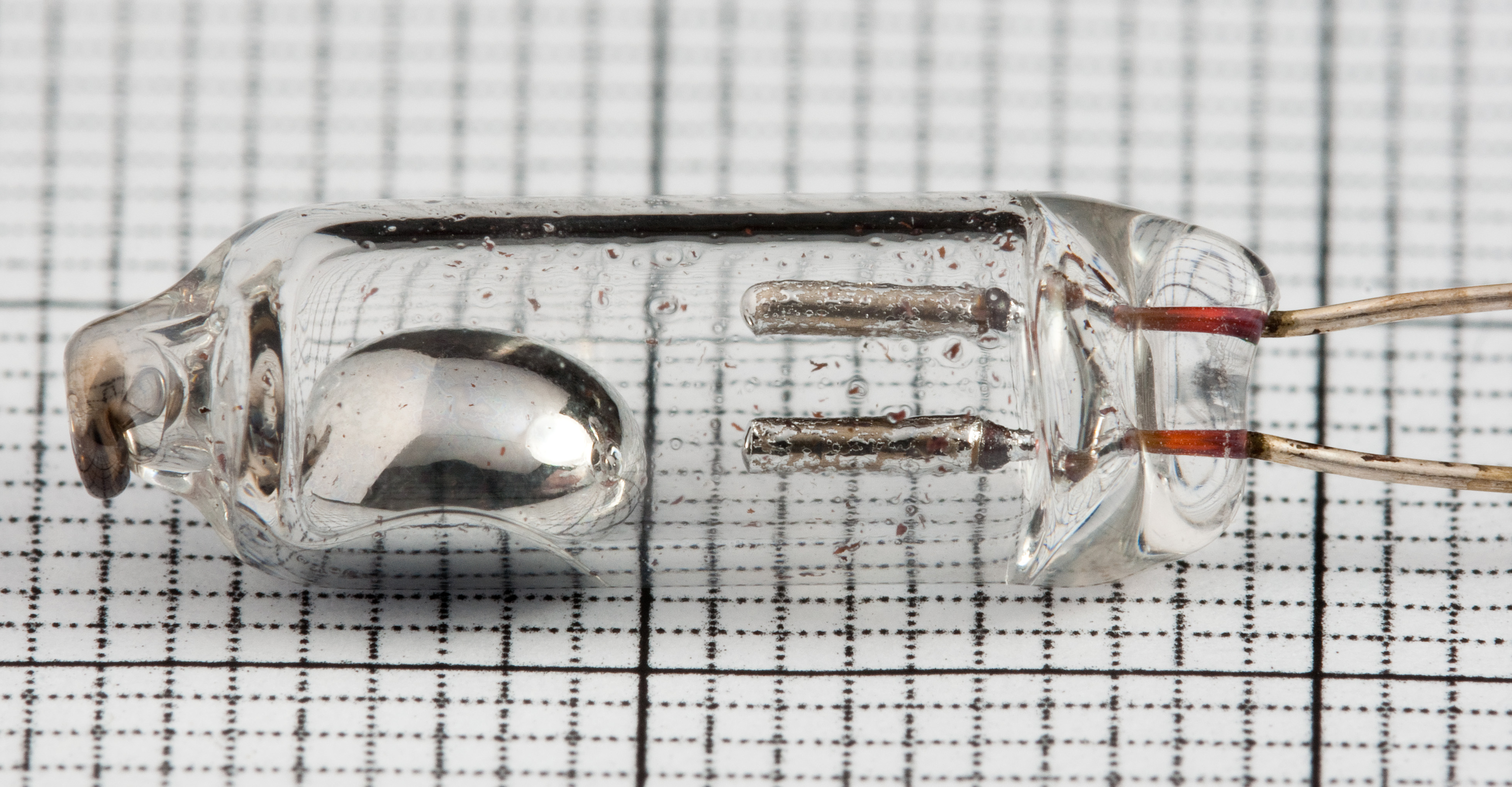
Základní podoba rtuťového polohového spínače (v pozadí milimetrový papír)

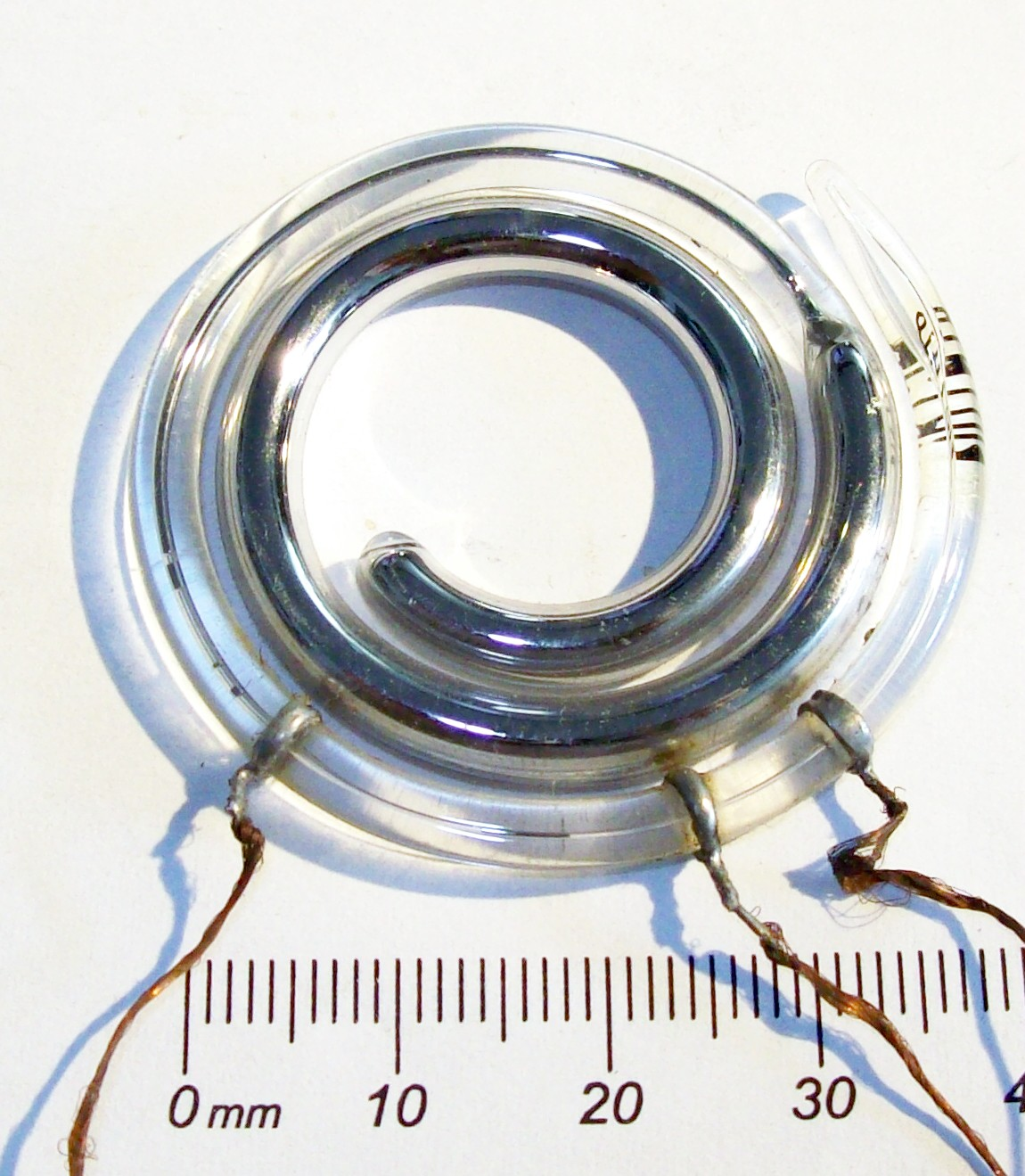
Spínání pomocí vodivé rtuti v teploměru

Rtuťový spínač (v nejčastější podobě také rtuťový polohový spínač, slangově prasátko) je v elektrotechnice zvláštní druh spínače, ve kterém dochází k sepnutí spojením kontaktů rtutí. V nejobvyklejší podobě se jedná o malou skleněnou baňku, do které jsou přivedeny na jedné straně dva elektrické kontakty a v které je kapka rtuti. Zbytek baňky může být vyplněn vzduchem, vakuem nebo inertním plynem. Pokud je baňka nakloněna tak, aby rtuť stekla na kontakty a propojila je, spínač je sepnutý, pokud z nich naopak odteče na druhou stranu, spínač je vypnutý.
Základním použitím rtuťových spínačů je snímání orientace vzhledem ke gravitaci. Pro detailnější snímání může být rtuťový spínač složitější (například mít víc kontaktů).
Kromě rozmanitého použití v letadlech byly rtuťové spínače běžné jako součást detektorů, které hlídají, že se s předmětem nehýbe. Takto byly přítomné například v některých pozemních minách, kde neoprávněná manipulace spouští výbuch, nebo v prodejních automatech, kde snaha o neoprávněné získání výrobku vytřepáním nebo nakláněním spustí poplach. Dalším použitím byly termostaty.
Historický rozsah použití rtuťových polohových spínačů je poměrně široký. Mezi jejich nevýhody ovšem patří určitá pomalost přelévání rtuti a tím i pomalost sepnutí a dále jedovatost rtuti a nutnost správné ekologické likvidace výrobku, který ji obsahuje. V moderní spotřební elektronice jsou proto obvyklá jiná řešení – v polohových spínačích se v pouzdře místo přelévání rtuti kutálí kovová kulička, termostaty se realizují pomocí termistoru atp.